# Méclonazépam
Le méclonazépam est une benzodiazépine qui est proche du clonazépam et possédant des propriétés anxiolytiques, sédatives et antiparasitaires. Il a été développé dans les années 1970 par Hoffmann-La Roche.